# Nicolas de Loverdo
 (juin 2009).
Nicolas Michielacato, comte de Loverdo, né le 3 novembre 1773 à Argostóli, dans le dème du même nom de l'île Ionnienne de Céphalonie, mort le 26 juillet 1837 à Paris, est un général de la Révolution et de l’Empire, d'origine grecque, naturalisé français.
Il est le fils du comte vénitien Georges Loverdo, gouverneur d'Ithaque, et de Rubina Cimara.

## Biographie
Sa famille est de noblesse vénitienne, installée à Céphalonie depuis le XVe siècle. Après avoir terminé ses études primaires dans l'Ile, Nicolas est envoyé à Venise pour préparer son admission à l’Université de Padoue. Son père veut lui faire étudier le droit, le fils s'intéresse ailleurs et sortira diplômé de mathématiques et de sciences politiques. En 1791, il part pour Paris. 

### Carrière militaire
Le jeune Nicolas adopte les idées nouvelles et  s’engage dans l’armée. Il entre à l'école d'artillerie de Valence en mars 1792. Il est nommé aspirant et affecté au 4e régiment d'artillerie de Grenoble le 17 septembre 1792. Il est promu lieutenant en second et affecté au 7e régiment d'artillerie en garnison à Chambéry en février 1793. Il est muté dans l'armée d'Italie en août 1795.
Le lieutenant en second Loverdo sert sous les ordres du général Bonaparte lors de la première campagne d'Italie. Le 16 avril 1796, à la bataille de Modène, il est sérieusement blessé à la tête et se retire du service actif durant sa convalescence. Il est promu lieutenant le 3 mai 1796 et rayé des contrôles de l'armée le 25 juin 1796.

### Carrière civile
Après la paix de Campo-Formio en 1797, les Îles Ioniennes sont cédées à la République française. Loverdo sert dans l’État-major du général Gentili, commandant militaire et civil de Corfou. Là, il est versé, hors cadre, dans l’administration civile et devient le premier conseiller au Sénat. Il est promu au rang de conseiller principal (Segretario in Capo) auprès du gouvernement central de Corfou. Le général Bonaparte le fera nommer secrétaire général de l'administration des îles françaises du Levant, le 5 juillet 1797. Cette décision est confirmée par le Directoire, le 14 octobre 1797.
Un certain nombre de penseurs et d’érudits créent la dénommée « Société Patriotique ». Ses membres se réunissaient pour écouter des conférences sur différents sujets politiques. Le jeune Loverdo y lit un texte : il met en avant que « le gouvernement d’un seul homme ou d’une oligarchie détruit les droits des hommes et sape une nation de son énergie. » Le texte est publié durant la 6e année de la République, dans une série d’essais politiques éditée par la société, sans indication de l’endroit où il est imprimé.

### Le siège de Corfou
Les gouvernements monarchiques unissent leurs forces contre la France. En novembre 1798, la flotte russo-turque apparaît dans la mer Ionienne et commence le siège de la ville de Corfou. Devant la menace russo-turque, Loverdo reprend du service le 15 décembre 1798. Il est capitaine, commandant 3 compagnies de canonniers auxiliaires grecs fortes de 200 hommes. Les compagnies sont levées à ses frais et servent sous ses ordres à la défense du Neocastro de Corfou. Cette action lui vaut les louanges de l’inspecteur général Dubois-Crancé. Il écrit que Loverdo « exécute ses obligations civiles et militaires avec grand zèle, avec une remarquable force physique et intelligence ; son dévouement au service de la France est enviable. ». 
Corfou tombe le 5 mars 1799. L’amiral russe Fiodor Fiodorovitch Ouchakov invite Loverdo à rallier le nouveau gouvernement, mais Loverdo refuse.
Il fait la traversée pour Ancône, avec ses compagnies grecques, et rejoint le 7e régiment d'artillerie de l’armée italienne comme capitaine d’artillerie en second sous les ordres du Général Debelle. Il est grièvement blessé à la cuisse gauche près de la Bocchetta, le 18 novembre 1799,. Il est versé dans l'armée de réserve en mai 1800, puis dans l'armée d'observation du midi de 1801 à 1802. Le 30 mars 1802, il est mis en congé à cause de ses blessures.

### Carrière politique
Le colonel Guériot écrit une lettre de recommandation au premier consul Bonaparte, proposant un poste ministériel. Suivant les directives de Guériot, cette lettre de recommandation est présentée à Bonaparte par son collègue Rulhière. Loverdo écrit un rapport à Bonaparte : il propose de réoccuper les îles grecques, pour maintenir une influence en Égypte et protéger le commerce de la France en Méditerranée orientale.
Trois mois après le traité de Lunéville, Bonaparte ordonne que des renforts soient envoyés à Tarente, afin de reconquérir les îles Ioniennes et envoie Loverdo à Ferrare pour superviser le transport de l’artillerie et autres fournitures pour Tarente.
Loverdo se jette avec zèle dans la tâche. Il rassemble, depuis Turin, Alexandrie, et Mantoue, de grandes quantités d’armes à feu. Il fait tout pour qu’elles soient transportées d’abord à Ancone, puis à Tarente. Les Britanniques essaient de les intercepter, mais Loverdo fait preuve de ruse : certaines fois, en se cachant parmi les Iles du Po, où les Anglais le recherchent avec de petits bateaux, et d’autres fois attendant que le mauvais temps force l’escadre anglaise à se tenir éloignée de la côte. 
Une grande quantité de fusils et de munitions est ainsi transportée à Ancone et à Tarente. Quand les négociations commencent avec Londres, l’opération est annulée et les approvisionnements renvoyés dans les entrepôts. 
Loverdo doit se présenter chez le général Seroux, chargé de l’artillerie pour l’armée de l’Italie du Sud. Il est envoyé à l’île d'Elbe, en mission secrète, où il reste jusqu’à la signature de la paix. Après avoir accompli sa mission il revient auprès du général Seroux.
Il apprend vers cette époque que son père a été victime d'une attaque. Sa propre santé étant défaillante, il demande la permission de rentrer en Céphalonie. Avant de quitter le casernement, il demande une attestation écrite de ses services à la fois au général Seroux et au général Lacombe-Saint-Michel. Les deux accèdent volontiers à sa requête.

### Carrière d'agent secret
La paix libère l’Égypte du contrôle de la France et de l’Angleterre. Napoléon a des plans pour l’Orient. Horace Sébastiani fait du « tourisme » en Égypte et sur la côte syrienne. Loverdo  arrive à Corfou, et reçoit une enveloppe du représentant de la République française dans les Îles Ioniennes, Alexandre Romieux. Envoyée par Murat, elle contient les instructions secrètes du Premier Consul.
Les instructions sont qu’il longe les côtes d’Albanie, Acarnanie, Étolie, Épire et le Péloponnèse, forme les chefs locaux et leur explique les plans militaires nécessaires. Après cette mission secrète, il envoie ses observations au Premier Consul et revient à Céphalonie, où son père se remet de son attaque. Il envoie sa demande pour rejoindre l’armée française en Italie.
Le gouvernement des Îles Ioniennes lui propose le poste d’inspecteur général de l’artillerie et du corps des ingénieurs. Loverdo décline. Au même moment, Sebastiani arrive à Zakynthos (Zante), ce qui pousse le gouvernement à suspecter le rôle joué par les deux officiers français. 
De nouvelles instructions secrètes arrivent : il doit retourner en Grèce et conduire des négociations secrètes avec Samuel, chef des Souliotes, Zacharias, chef des « klephtes » du Péloponnèse et Zannetakis (en), bey du Magne. Heureux de voir son pays libéré, Loverdo s’active.
Il retourne ensuite à Corfou. En 1804, il revient à Otrante. C'est le début de la carrière purement française de Loverdo.

### Carrière militaire française
Au départ, il est attaché à Murat, chargé de conduire des négociations avec Ali Pacha. Quand les opérations militaires recommencent, Loverdo envoie une demande, par l’intermédiaire de Murat, au chef des forces françaises en Italie Masséna, pour rejoindre son armée. Masséna l’accueille avec plaisir, et le nomme adjudant-major, avec la lettre suivante : 

« Étant donné les témoignages que j’ai entendu, major, de votre noblesse de caractère et le désir que vous avez exprimé de prendre un poste dans l’armée d’Italie, par la présente, je vous nomme parmi mes adjudants-majors. Je prends grand plaisir à avoir des officiers instruits et honorables dans mon entourage et je suis confiant que vous serez digne d’une telle position.
Vous pouvez présenter cette lettre au service du ministère de la guerre aussitôt que la permission pour votre départ sera accordée, faites hâte de me rejoindre. »

Loverdo sera présent dans toutes les campagnes de Masséna. Il est avec lui en 1806, lors du siège de Gaëte près de Naples, ainsi que durant la campagne de Calabre. Il suit le général en Pologne, où il est promu major le 25 février 1807. Après la paix de Tilsitt, il revient à Paris et reçoit sa nomination dans l’ordre de la Légion d’honneur, avec une rente de 500 francs par an, sur le fond milanais de Napoléon.

Quand commence la campagne d’Espagne, en 1808, Masséna, qui a perdu un œil, est incapable de prendre le commandement des troupes ; Loverdo est désigné pour mener la campagne avec le rang de major. Il se met en route, emportant un certificat de Masséna, et la lettre d’introduction auprès du maréchal Lannes, envoyée de Paris par Masséna le 1er décembre :

Le major Loverdo, mon adjudant-major, a reçu l’ordre de vous rejoindre pour la campagne d’Espagne. J’ai un profond (énorme) respect pour cet officier, ses capacités, sa bravoure et son expérience ; Cela me chagrine de le voir me quitter mais je dois au moins faire ce que je peux pour être sûr qu’il sera bien reçu par d’autres. Donc, mon cher maréchal, je suis heureux de vous l’envoyer rejoindre votre état-major et confiant qu’il justifiera la faveur que je lui ai montrée et confirmera tous les témoignages de ses capacités que je vous adresse. Je l’ai avisé de vous porter cette lettre de ma part et pour assurer qu’il n’y a personne d’autre qui vous respecte plus que je le fais.
Avec mes plus chauds compliments. Masséna.

Durant le siège de Saragosse, il reçoit l’ordre de rejoindre le corps de réserve à Augsbourg (Allemagne) sous le commandement de Masséna. Le corps de réserve doit faire partie du 4e corps de la Grande Armée.
En 1809, il combat à Essling et à Wagram, il a deux chevaux tués et lui-même blessé deux fois à la poitrine. Il reçoit la croix de la Légion de l’Empire et est fait chevalier, avec une rente de 2 000 francs. Après la paix, et après sa convalescence, il est envoyé au Portugal comme sous-chef à l’état-major de Masséna.
En 1812, il est nommé colonel au 59e régiment de ligne ; il se montre un adepte ardent de la discipline militaire, exécutant ses obligations avec ponctualité, comme le général Clauzel l’atteste. 
Le 2 août 1813 il est gravement blessé lors de la défense de la colline d’Echalar contre les assauts répétés des Britanniques. Il prend quatre mois de permission pour guérir de sa blessure. Durant sa permission, Napoléon l'élève au grade de général de brigade, le 19 novembre 1813, le fait  baron, puis, par le décret du 19 novembre 1813, comte de l'Empire.
Le ministre de la guerre voudrait qu'il avance son départ, son médecin, Monsieur Dupuytren, s'y oppose. Un ordre direct de l’Empereur lui intime de partir sans autres excuses ni délais. Il doit prendre en charge la région du Tarn-et-Garonne et le commandement de la 3e brigade de la 2e division (général Travott) du corps de réserve de l’armée des Pyrénées à Montauban. Il part pour Montauban le 6 décembre.

### Montauban
La situation est difficile. La récente conscription avait provoqué la colère contre Napoléon. Loverdo vérifie la discipline dans son propre commandement, envoie ses troupes construire des fortifications sur la rive droite de la Garonne, et reste en contact par messager avec le camp principal de Castelnaudary et avec Toulouse.
Les développements politiques arrivent avec la même rapidité que l’avance ennemie. À Montauban, la population se montre ouvertement en faveur des Bourbons ; un grand nombre de ceux qui hébergent des soldats avec un billet de logement jettent leurs affaires dans la rue ; beaucoup portent un mouchoir blanc à leur bras droit ; d’autres hissent des drapeaux blancs ; d’autres manifestent devant chez Loverdo criant « À bas les Bonapartistes ! À bas le Général ! » Loverdo tente de calmer la colère, ordonnant à ses troupes de ne pas tirer sur les partisans des Bourbons, mais de se préparer à combattre les Anglais.
Le 10 avril, une lettre des Anglais lui offre une forte somme en or ou en livres-sterling s’il déserte. Il écrit au maréchal Soult, recommandant que le messager soit passé en cour martiale. Plus tard, il apparaitra que ce messager a été acheté 5 francs par un capitaine anglais. Il sera emprisonné et relaxé à l’arrivée du Duc d’Angoulême, le 6 mai. 
Le 11 avril 1814, Napoléon abdique et délie l’armée de son serment. Les nouvelles sont apportées à Montauban par courriers, envoyés par le ministre de la guerre. Le 14 avril, la population se déclare contre Napoléon. Officiers et hommes de troupe abandonnent leurs postes. Les habitants se répandent dans la ville, et veulent traverser jusqu’au camp anglais, afin de leur vendre des provisions.
Depuis l'occupation de Toulouse, Loverdo ne peut plus communiquer avec Soult. Il demande à rencontrer le général Wellington pour discuter d’un cessez-le-feu. La requête est accordée, Loverdo informe ses supérieurs qui approuvent son initiative. Peu après, Marmont ordonne la cessation des hostilités contre les alliés. Le commandant en chef, Gazza, ordonne à l’armée de prêter serment aux Bourbons. Loverdo lui-même n’a d’autre choix que de prêter serment.
Quand le Duc d’Angoulême arrive dans la ville, accompagné de deux maréchaux, il donne à Loverdo le commandement de la 6e division de l’armée française. Il doit s'employer pour arrêter les mutineries fomentées par l’or anglais dans les 28e, 103e et 100e régiments. Les Anglais restent inquiets de la supériorité numérique de l’armée française.
Le nouveau gouvernement est obligé de réduire l’effectif de l’armée par économie. Loverdo est nommé gouverneur des Basses Alpes. Au même moment, Louis XVIII se souvient que Loverdo a été le dernier officier à prêter serment de loyauté aux Bourbons, et refuse d’admettre son fils à l’École royale.

### Après l'Empire
Durant les Cent-Jours, Loverdo reste loyal aux Bourbons, et est enfermé à la prison de Grenoble. Après Waterloo, il est promu, le 14 juillet 1815, au rang de lieutenant-général et reçoit le commandement de la 8e division. Le 19 novembre 1815, il devient citoyen français et résident officiel à Paris. Durant la Restauration, il occupe divers postes et reçoit de nombreuses distinctions.
En 1823, il prend part à l'expédition d'Espagne, commandant de la 3e division dans le 2e corps du général Molitor ; il est décoré par la France, ainsi que par Ferdinand VII d'Espagne et le Tsar.
En 1830, il participe au siège d’Alger.

### L'expédition d'Alger
Loverdo conçoit un plan original pour envahir et occuper la ville d'Alger. Il en estime le coût à 55 million de francs-or. Nommé Président de la nouvelle commission, il formule les conditions : l’ennemi devait être attaqué simultanément par terre et par mer ; 40 000 hommes seraient nécessaires, 4 000 chevaux et 130 canons (de campagne, de siège et de montagne) avec les artilleurs nécessaires et des ingénieurs ; à part les bateaux de transport, il faudrait 36 navires de combat (frégates, de ligne et vapeurs) et de plus petits.
Il détermina la quantité précise des équipements et rations pour chaque soldat, et stipula que les fournitures (les vivres et l’eau) devaient être adaptées au climat africain.
L’expédition devrait appareiller depuis Toulon et Marseille. La date fixée était la fin avril. Le corps expéditionnaire débarquerait sur le rivage de Sidi Ferruch. Il planifiait aussi la meilleure méthode de débarquement. Le coût total de la campagne était calculé à 23 895 168 francs.
Au siège d’Alger, Loverdo combat avec la 2e division. Avec ses hommes, il repousse la contre-attaque des Algériens alors que le reste de l’armée continue à débarquer. Le second fils de Bourmont est mortellement blessé ; Bourmont ne lui pardonnera pas, rendant difficile sa position. Il est accusé d’avoir participé au pillage du palais du Dey d’Alger. Il réplique que lorsque le 6e régiment de sa division entre dans le palais, l’état-major de Bourmont est déjà sur place. Le ministre de la guerre le met à la retraite dès son retour à Paris.

### Mort et postérité
Loverdo meurt le 26 juillet 1837, à Paris. 
Il avait épousé Regina Milonopoulo, le 8 août 1800, à Saint-Georges-de-Commiers (Isère). Ils ont eu deux fils. L'un d'eux, Alexandre, devait suivre les traces de son père, et s’élever au grade de major. 
Le nom du général Loverdo est inscrit au côté sud de l’arc de Triomphe, 29e colonne.